# Paulo Jamelli
Paulo Jamelli (São Paulo, Brasil, 22 de julio de 1974) es un exfutbolista y entrenador de fútbol de Brasil que jugaba en la posición de delantero.

## Carrera

### Club
| Periodo   | Club                     |
| --------- | ------------------------ |
| 1993–1994 | São Paulo FC             |
| 1994      | → Santa Cruz FC (cedido) |
| 1995–1996 | Santos                   |
| 1997      | Kashiwa Reysol           |
| 1998–2002 | Real Zaragoza            |
| 2003      | SC Corinthians           |
| 2004      | Shimizu S-Pulse          |
| 2004–2005 | UD Almería               |
| 2006      | Atlético Mineiro         |
| 2007      | Grêmio Prudente Futebol  |

### Selección nacional
Jugó para Brasil en cinco ocasiones en 1996 y anotó dos goles, participó en la Copa de Oro de la Concacaf 1996.

### Entrenador
| Periodo | Club                    |
| ------- | ----------------------- |
| 2012    | CN Marcílio Dias        |
| 2016    | Independente de Limeira |
| 2016    | GE Mauaense             |

## Otros cargos
- En 2007 ocupó el cargo de director deportivo del Grêmio Barueri y al año siguiente ocupó el mismo puesto en el Coritiba FBC, del que se fue tras un año en el cargo por problemas con jugadores y el entonces entrenador Ivo Wortmann.[1][4][5][6]
- En 2010 fue socorrista durante en Gran Premio de Brasil.[7][8]
- En enero de 2010 pasó a ser Gerente de Fútbol del Santos Futebol Clube junto al nuevo presidente del club Luis Álvaro Ribeiro. fue despedido por discutir con directivos santistas en diciembre del mismo año.[1]
- En 2013 Jamelli fue Kicker del equipo de fútbol americano del Santos, el Santos Tsumani, donde tuvo buen porcentaje de efectividad.
- Fue candidato del Partido Comunista durante las elecciones de 2014 como diputado por el estado de São Paulo. Jamelli logró 2.033 votos y no fue electo.[1]
- El 14 de mayo de 2018 pasó a ser comentarista para Rádio Bandeirantes,[1] aunque ya cumplía con esa función para Rede Bandeirantes de forma especial.
- En 2019 fue observador técnico del Olympique de Marseille en Suramérica.[1][9][10]

## Logros

### Jugador
- Copa São Paulo de Futebol Júnior: 1993
- Copa Libertadores de América: 1993
- Supercopa Sudamericana: 1993[11]
- Recopa Sudamericana: 1993, 1994
- Copa del Rey: 2000–01

### Individual
- Bola de Prata: 1995 (centrocampista)[12]